# Revenge for Jolly!
Revenge for Jolly! is een Amerikaanse film uit 2012, geregisseerd door Chadd Harbold.

## Verhaal
De geliefde hond van Harry is dood. De tragiek van de situatie wordt nog meer overschaduwd door het feit dat het geen ongeluk was. Hij wendt zich tot zijn neef Cecil en gaat op zoek naar de harteloze schurk. Op weg naar het doel houdt niets het vastberaden paar tegen. Als een orkaan razen ze door de straten om gerechtigheid te herstellen.

## Rolverdeling
| Acteur           | Personage     |
| ---------------- | ------------- |
| Brian Petsos     | Harry         |
| Kristen Wiig     | Angela        |
| Elijah Wood      | Thomas        |
| Oscar Isaac      | Cecil         |
| Ryan Phillippe   | Bachmeier     |
| Adam Brody       | Danny         |
| Garret Dillahunt | Gary          |
| Amy Seimetz      | Vicki         |
| Kevin Corrigan   | Tony          |
| David Rasche     | Eichelberger  |
| Gillian Jacobs   | Tina          |
| Jayne Atkinson   | Receptioniste |

## Release
De film ging in première op 21 april 2012 op het Tribeca Film Festival en werd op 7 mei 2013 uitgebracht in de Verenigde Staten.